# 鎌谷站 (千葉縣)
鎌谷站（日语：／ Kamagaya eki */?），位於日本千葉縣鎌谷市道野邊中央二丁目，是東武鐵道野田線（東武都市公園線）的鐵路車站。車站編號是TD 31。本站在新鎌谷站於1999年11月25日開業以前是鎌谷市唯一的野田線車站。本站為鎌谷市的中心車站，但近年有4條路線停靠北鄰的新鎌谷站，該處周邊也進行大規模都市開發，漸漸失去中心車站的地位。

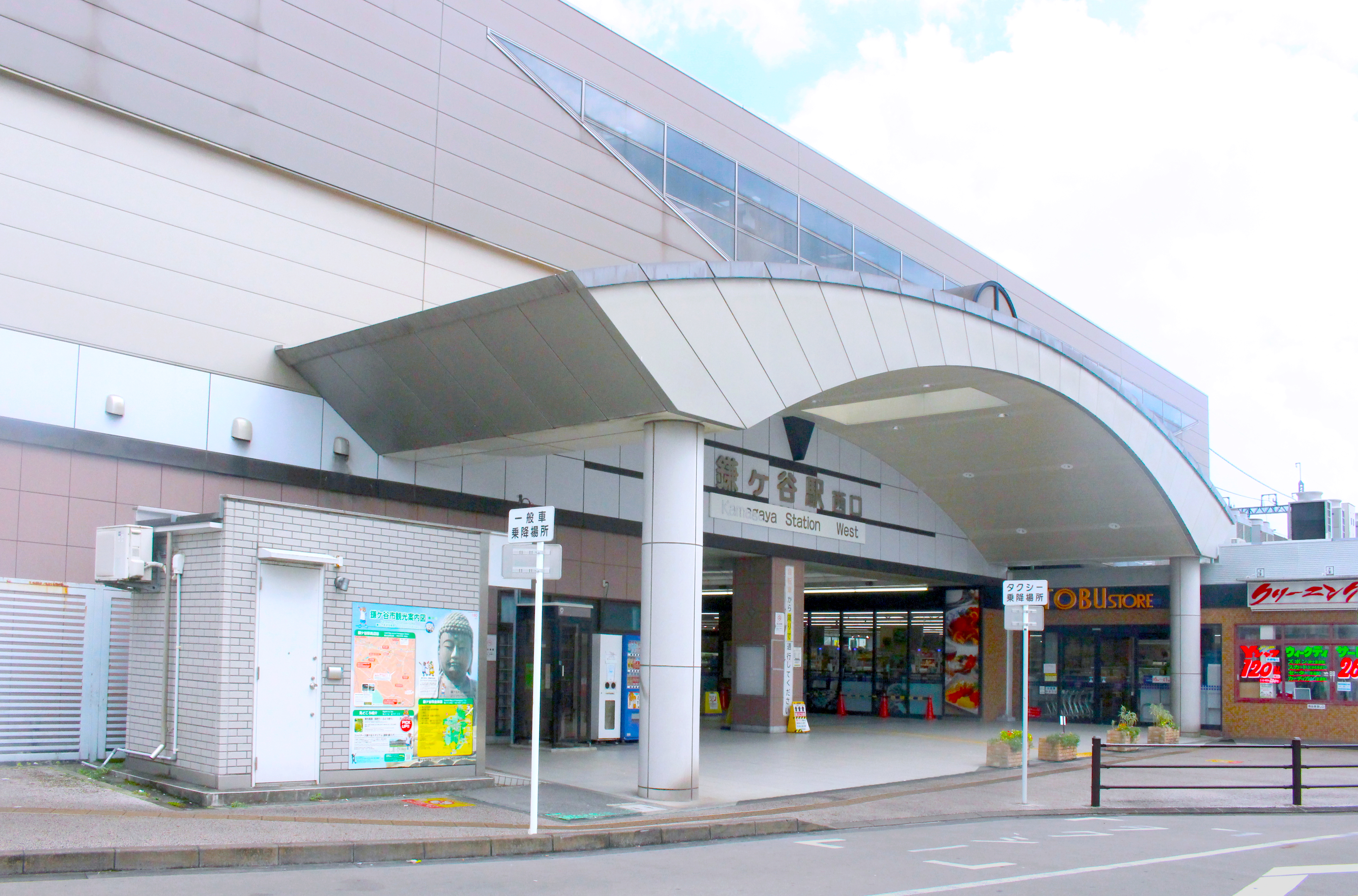
西口（2024年8月）

## 車站結構
本站為對向式月台2面2線的高架車站。鄰近馬込澤的區域還預留了延伸空間。本站在高架化前是地面車站，上下線為單線。

### 月台配置
| 月台 | 路線           | 方向 | 目的地                                           |
| ---- | -------------- | ---- | ------------------------------------------------ |
| 1    | 東武都市公園線 | 上行 | 新鎌谷、六實、柏、流山大鷹之森、春日部、大宮方向 |
| 2    | 東武都市公園線 | 下行 | 船橋方向                                         |

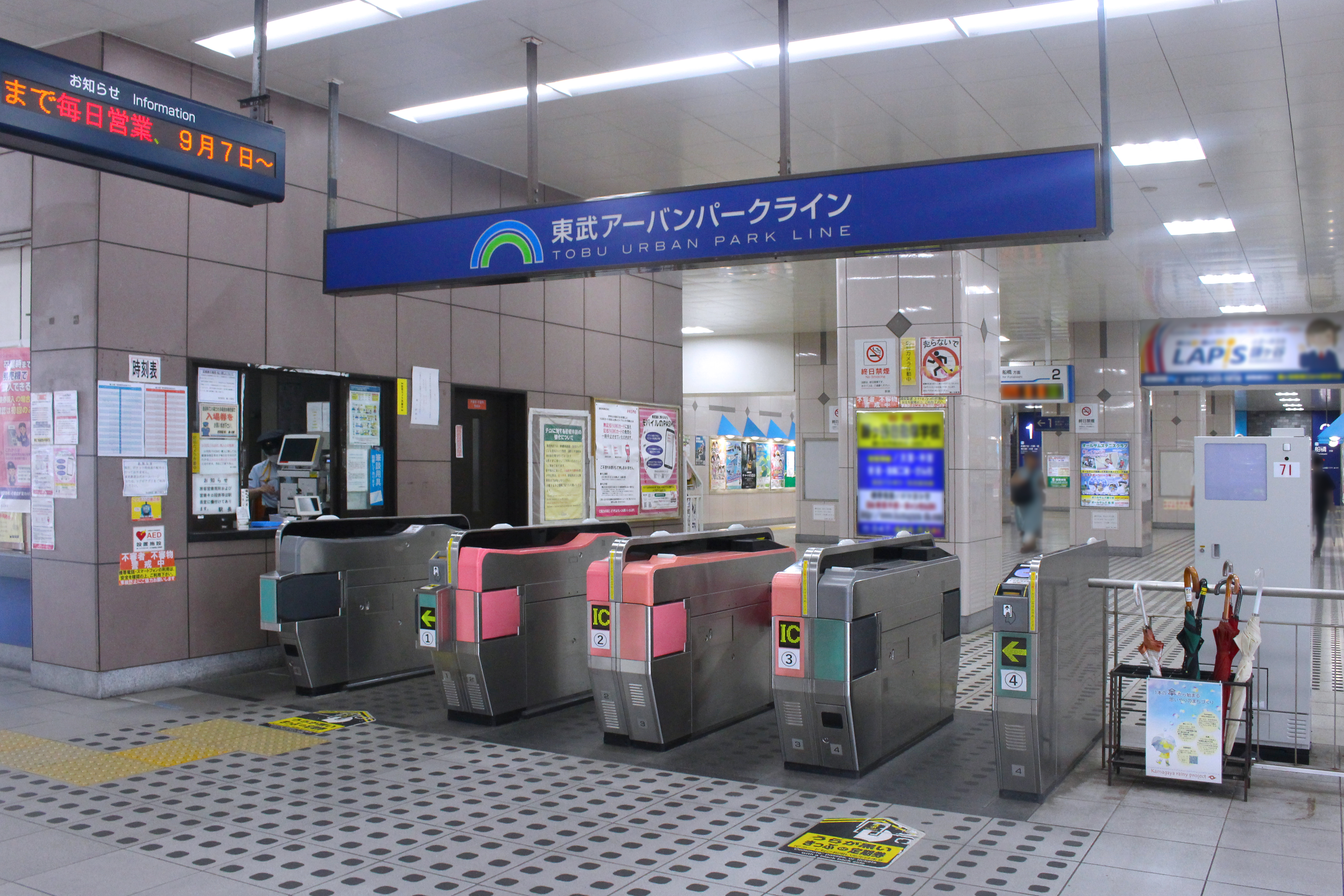
驗票口(2024年8月)
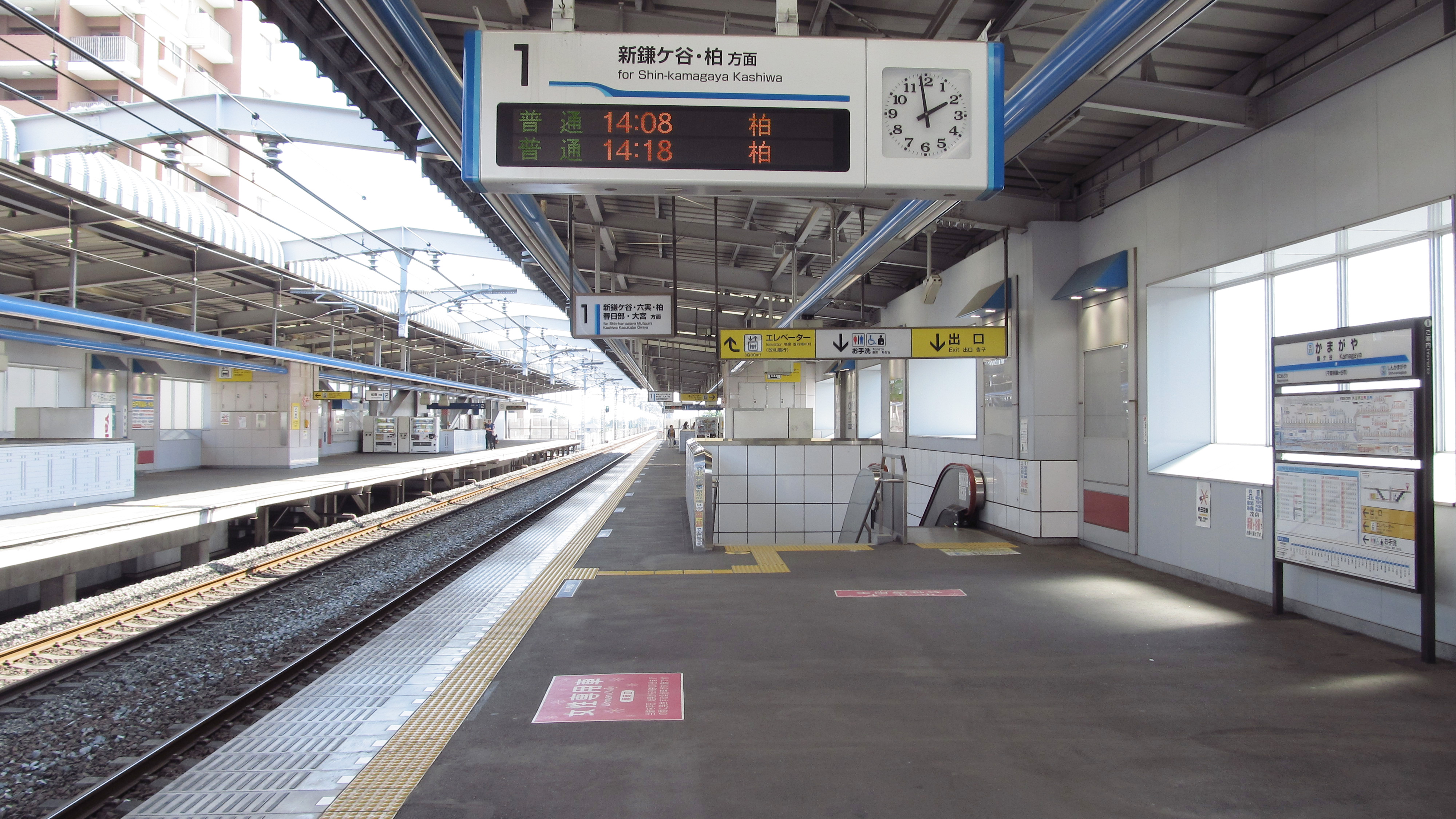
月台(2013年5月)
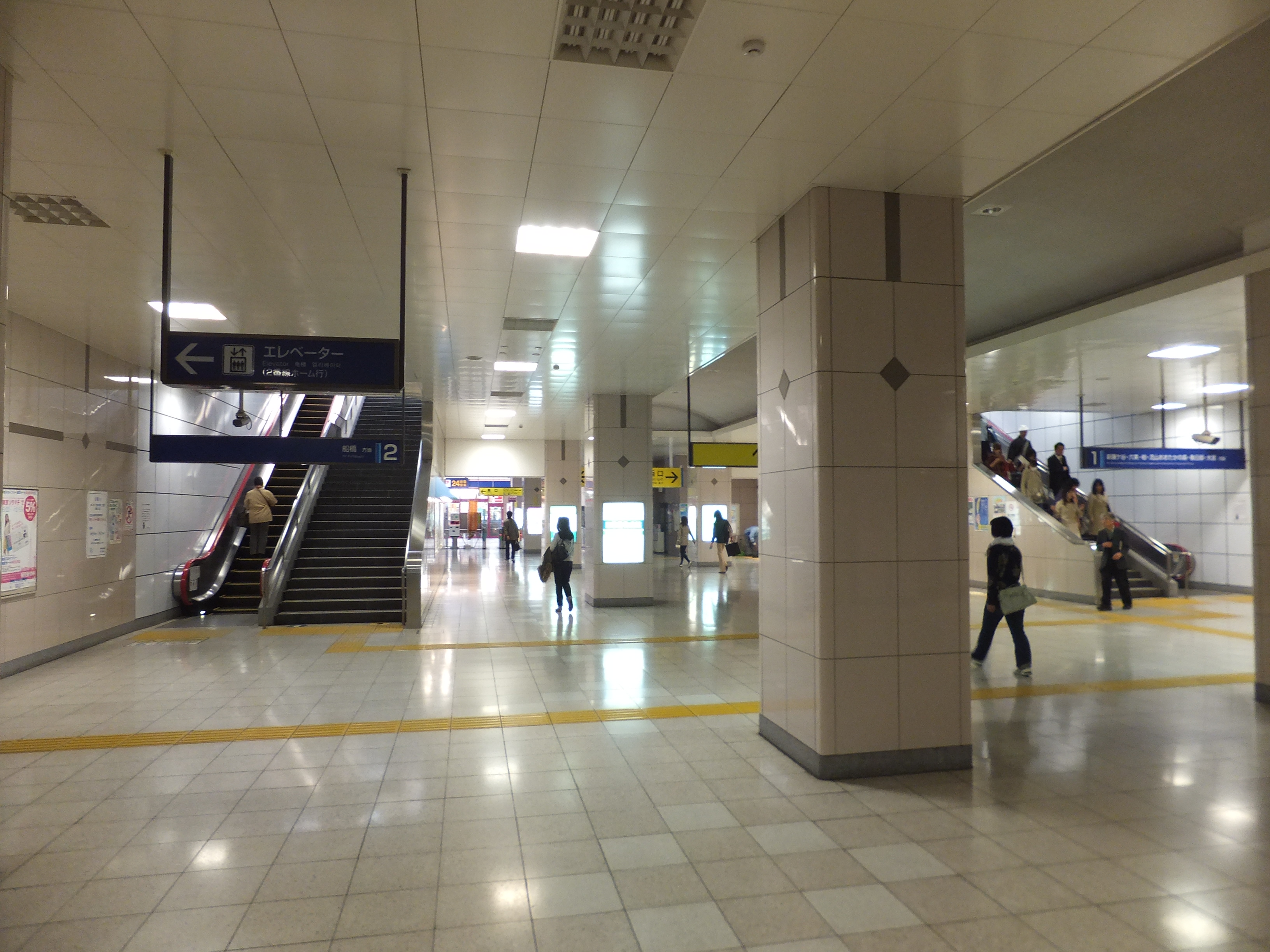
車站大廳(2012年4月)

## 使用情況
2016年度一日平均上下車人次為22,772人。
近年一日平均上下、上車人次的推移如下表｡
| 年度               | 一日平均 上下車人次 | 一日平均 上車人次 |
| ------------------ | ------------------- | ----------------- |
| 2001年（平成13年） |                     | 11,469            |
| 2002年（平成14年） |                     | 11,430            |
| 2003年（平成15年） |                     | 11,414            |
| 2004年（平成16年） |                     | 11,124            |
| 2005年（平成17年） | 22,501              | 11,137            |
| 2006年（平成18年） | 22,748              | 11,255            |
| 2007年（平成19年） | 22,909              | 11,387            |
| 2008年（平成20年） | 22,677              | 11,296            |
| 2009年（平成21年） | 22,448              | 11,204            |
| 2010年（平成22年） | 22,466              | 11,217            |
| 2011年（平成23年） | 21,932              | 10,968            |
| 2012年（平成24年） | 22,313              |                   |
| 2013年（平成25年） | 22,591              |                   |
| 2014年（平成26年） | 22,339              |                   |
| 2015年（平成27年） | 22,760              |                   |
| 2016年（平成28年） | 22,772              |                   |

## 相鄰車站
東武鐵道
 東武都市公園線
■急行、■普通
新鎌谷（TD 30）－鎌谷（TD 31）－馬込澤（TD 32）

## 外部連結
- 鎌谷（車站資訊） - 東武鐵道